# Nizerolles
Nizerolles est une commune rurale française, située dans le sud-est du département de l'Allier en région Auvergne-Rhône-Alpes.
Commune de la Montagne bourbonnaise incluse dans l'aire d'attraction de Vichy, elle comptait 288 habitants au recensement de 2022, appelés les Nizerollois et les Nizerolloises.

## Géographie

### Localisation
La commune de Nizerolles est située au sud-est du département de l'Allier, en Montagne bourbonnaise.
Elle est, à vol d'oiseau, à 16,9 km au sud de Lapalisse, à 14,6 km à l'est de Cusset, à 16,7 km à l'est de la sous-préfecture Vichy et à 57,2 km au sud-sud-est de la préfecture Moulins.
Cinq communes sont limitrophes :
|                     | Isserpent            |                 |
| Molles, La Chapelle | Nizerolles           | Châtel-Montagne |
|                     | Le Mayet-de-Montagne |                 |

### Géologie et relief
La commune s'étend sur 1 757 hectares ; son altitude varie entre 356 et 587 mètres.

### Hydrographie
Elle est traversée par le Jolan, affluent du Sichon, à la frontière avec La Chapelle et Molles.

### Climat
Pour des articles plus généraux, voir Climat d'Auvergne-Rhône-Alpes et Climat de l'Allier.
En 2010, le climat de la commune est de type climat des marges montargnardes, selon une étude du CNRS s'appuyant sur une série de données couvrant la période 1971-2000. En 2020, Météo-France publie une typologie des climats de la France métropolitaine dans laquelle la commune est exposée à un climat de montagne ou de marges de montagne et est dans une zone de transition entre les régions climatiques « Centre et contreforts nord du Massif Central » et « Nord-est du Massif Central ».
Pour la période 1971-2000, la température annuelle moyenne est de 10,5 °C, avec une amplitude thermique annuelle de 16 °C. Le cumul annuel moyen de précipitations est de 933 mm, avec 10,8 jours de précipitations en janvier et 8 jours en juillet. Pour la période 1991-2020, la température moyenne annuelle observée sur la station météorologique de Météo-France la plus proche, « Mayet-de-Montagne », sur la commune du Mayet-de-Montagne à 4 km à vol d'oiseau, est de 10,9 °C et le cumul annuel moyen de précipitations est de 979,2 mm,. Pour l'avenir, les paramètres climatiques de la commune estimés pour 2050 selon différents scénarios d'émission de gaz à effet de serre sont consultables sur un site dédié publié par Météo-France en novembre 2022.

## Urbanisme

### Typologie
Au 1er janvier 2024, Nizerolles est catégorisée commune rurale à habitat très dispersé, selon la nouvelle grille communale de densité à 7 niveaux définie par l'Insee en 2022.
Elle est située hors unité urbaine. Par ailleurs la commune fait partie de l'aire d'attraction de Vichy, dont elle est une commune de la couronne,. Cette aire, qui regroupe 50 communes, est catégorisée dans les aires de 50 000 à moins de 200 000 habitants,.

### Occupation des sols

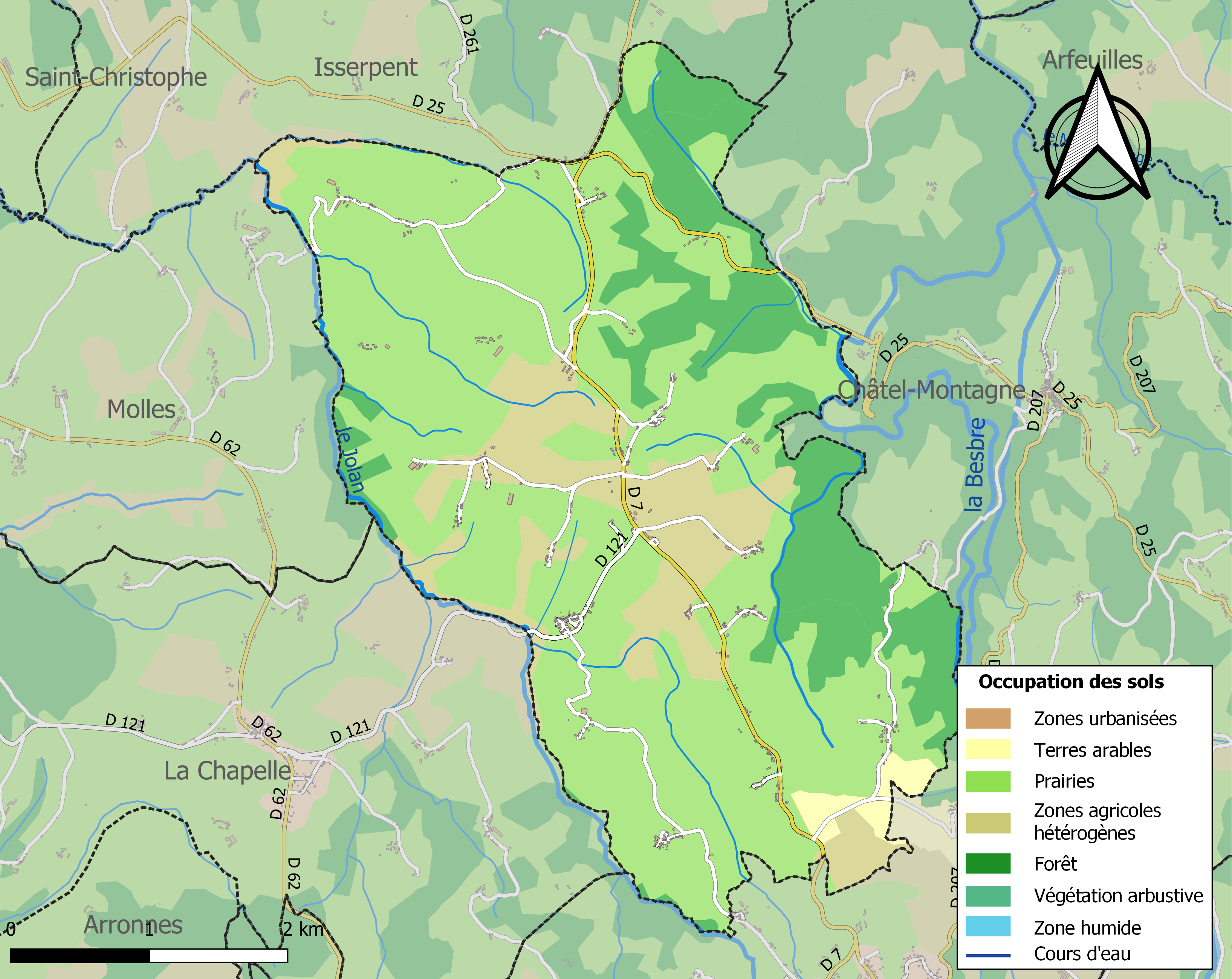
Carte des infrastructures et de l'occupation des sols de la commune en 2018 (CLC).

L'occupation des sols de la commune, telle qu'elle ressort de la base de données européenne d’occupation biophysique des sols Corine Land Cover (CLC), est marquée par l'importance des territoires agricoles (81,5 % en 2018), une proportion sensiblement équivalente à celle de 1990 (82 %). La répartition détaillée en 2018 est la suivante : prairies (66,1 %), forêts (18,5 %), zones agricoles hétérogènes (14 %), terres arables (1,4 %).
L'IGN met par ailleurs à disposition un outil en ligne permettant de comparer l’évolution dans le temps de l’occupation des sols de la commune (ou de territoires à des échelles différentes). Plusieurs époques sont accessibles sous forme de cartes ou photos aériennes : la carte de Cassini (XVIIIe siècle), la carte d'état-major (1820-1866) et la période actuelle (1950 à aujourd'hui).

### Logement
En 2020, la commune comptait 188 logements, contre 194 en 2014. Parmi ces logements, 75,0 % étaient des résidences principales, 10,7 % des résidences secondaires et 14,4 % des logements vacants. Ces logements étaient quasi exclusivement des maisons individuelles (un seul appartement).
La proportion des résidences principales, propriétés de leurs occupants était de 70,8 %, en baisse sensible par rapport à 2007 (72,3 %). La part de logements HLM loués vides était de 8,3 % (contre 7,8 %).

### Planification de l'aménagement
L'ancienne communauté de communes de la Montagne bourbonnaise, dont Nizerolles était membre, avait prescrit l'élaboration d'un plan local d'urbanisme intercommunal (PLUi) en 2014. À la suite de la fusion de la communauté de communes avec la communauté d'agglomération de Vichy Val d'Allier le 1er janvier 2017, c'est Vichy Communauté qui poursuit les procédures de l'élaboration de ce document, approuvé en conseil communautaire le 31 mars 2022 et exécutoire depuis le 13 mai 2022.

### Voies de communication et transports

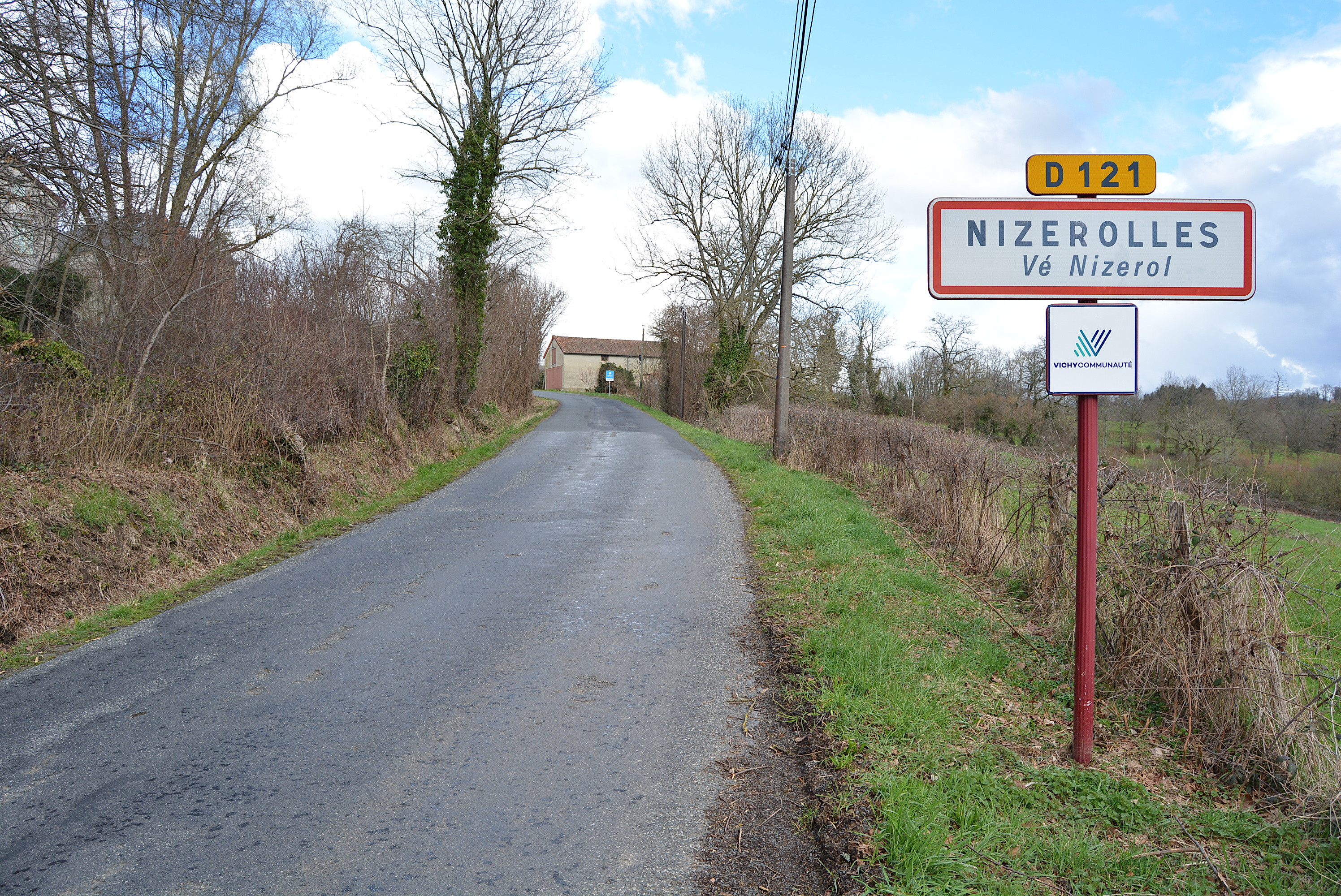
Entrée depuis la D 121.

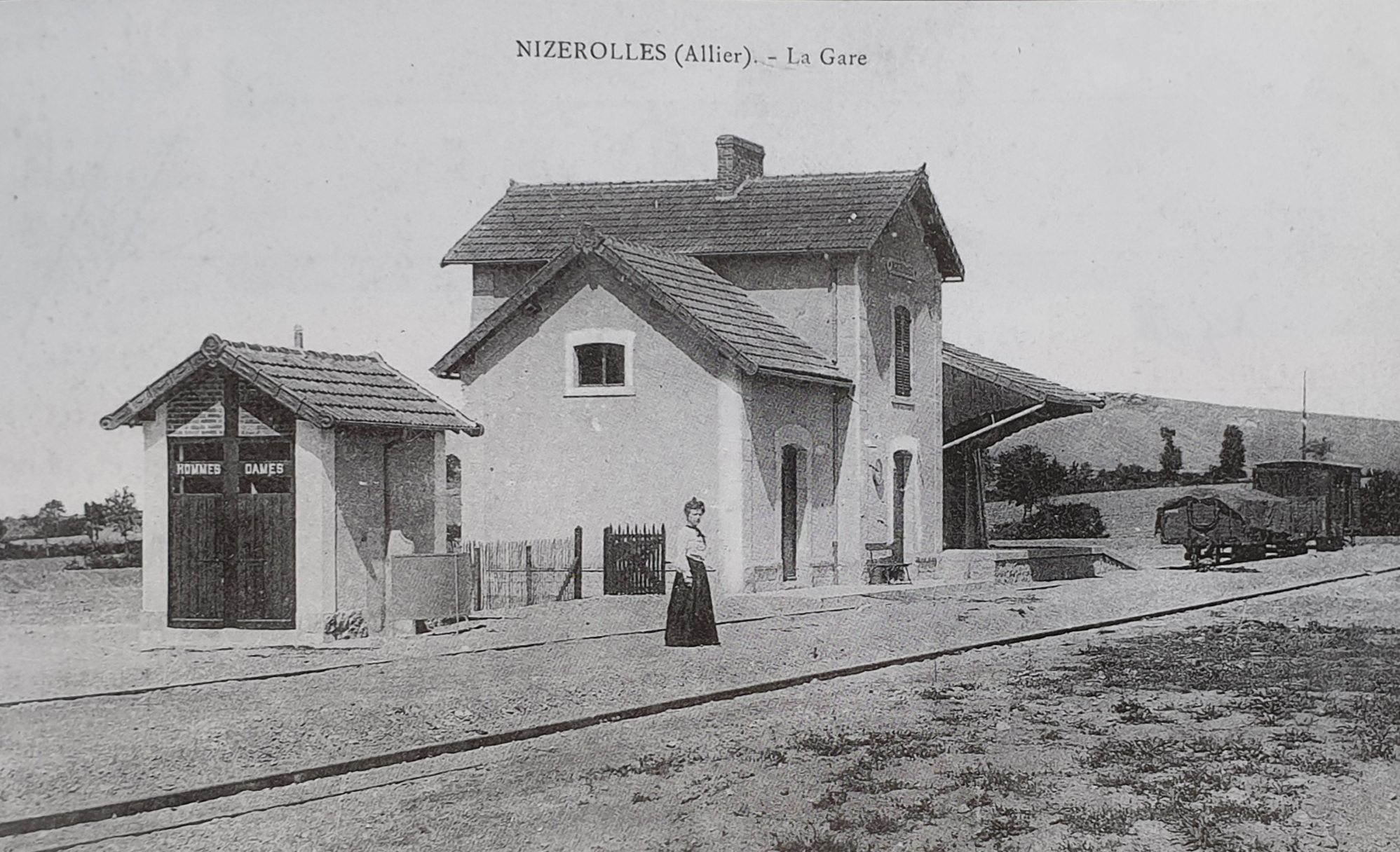
Ancienne gare de Nizerolles.

Seules trois routes départementales traversent Nizerolles.
La route départementale 121, se dirigeant vers La Chapelle, traverse le village. À l'écart, la RD 7 relie Lapalisse au Mayet-de-Montagne et plus au nord, la RD 25 relie Cusset à Châtel-Montagne.
La ligne de chemin de fer de Lapalisse au Mayet-de-Montagne traversait la commune avec un arrêt à la gare de Nizerolles située à l'écart du bourg, en contrebas de la route de Lapalisse. Un tunnel, à la limite de la commune d'Isserpent au lieu-dit La Croix-Rouge, passait sous la route du Mayet. Longue de 23 km, la ligne et la gare sont ouvertes le 1er août 1906. Son exploitation cesse pour cause de déficit chronique en 1939 comme la plupart des lignes du réseau ferré secondaire de l'Allier à voie métrique dont elle faisait partie, réseau exploité par la Société générale des chemins de fer économiques (SE).

### Énergie
Dans le cadre de la démarche « territoire à énergie positive » (TEPOS), en vue de devenir autonome en énergie d'ici 2050, la communauté d'agglomération Vichy Communauté s'est associée avec une entreprise spécialisée pour équiper certains parkings d'ombrières photovoltaïques. À Nizerolles, ces ombrières sont implantées sur les parkings de la salle communale et du stade de football et ont été inaugurées le 30 mars 2021,.

## Toponymie
Le nom de la commune est issu du terme bourbonnais « niserole »qui désigne une plantation de noisetiers. La commune fait, en effet, partie du Croissant, une zone de transition où se rejoignent et se mélangent la langue occitane et la langue d'oïl.

## Histoire
Un violent orage, en 1890, a détruit église, récolte, moulin et étables.
La commune a été ravagée par la peste en 1916, puis par la fièvre aphteuse en 1952.
Nombre de villages ont été détruits par des incendies entre le XVIIIe et le XXe siècle.

## Politique et administration

### Découpage territorial
La commune de Nizerolles est membre de la communauté d'agglomération Vichy Communauté, un établissement public de coopération intercommunale (EPCI) à fiscalité propre créé le 1er janvier 2017 dont le siège est à Vichy. Ce dernier est par ailleurs membre d'autres groupements intercommunaux.
Sur le plan administratif, elle est rattachée à l'arrondissement de Vichy, au département de l'Allier, en tant que circonscription administrative de l'État, et à la région Auvergne-Rhône-Alpes.
Sur le plan électoral, elle dépend du canton de Lapalisse pour l'élection des conseillers départementaux, depuis le redécoupage cantonal de 2014 entré en vigueur en 2015, et de la troisième circonscription de l'Allier pour les élections législatives, depuis le dernier découpage électoral de 2010 (quatrième circonscription avant 2010).
Nizerolles dépendait du district de Cusset en 1793 puis de l'arrondissement de Lapalisse depuis 1801, lequel fut transféré à Vichy en 1941 ; ainsi que du canton de Mayet, renommé canton du Mayet-de-Montagne, de 1801 à mars 2015.

### Élections municipales et communautaires

#### Élections de 2020
Le conseil municipal de Nizerolles, commune de moins de 1 000 habitants, est élu au scrutin majoritaire plurinominal à deux tours avec candidatures isolées ou groupées et possibilité de panachage. Compte tenu de la population communale, le nombre de sièges à pourvoir lors des élections municipales de 2020 est de 11. La totalité des onze candidats en lice est élue dès le premier tour, le 15 mars 2020, avec un taux de participation de 56,20 %.

#### Liste des maires
| Période                                  | Période                      | Identité                   | Étiquette    | Qualité |
| ---------------------------------------- | ---------------------------- | -------------------------- | ------------ | --- |
| Les données manquantes sont à compléter. |                              |                            |              | |
| 1812                                     | 1815                         | Pierre Gauthier Labertière |              | Propriétaire du domaine du Lion Administrateur du district de Cusset (1790-1791) Administrateur du département (1792) Conseiller général durant les Cent-Jours       |
|                                          |                              |                            |              | |
| 1995                                     | mars 2008                    | François Lacoste           | DVG puis UDF | Agriculteur puis chef d'entreprise Conseiller général du canton du Mayet-de-Montagne Suppléant du député PS Jean-Michel Belorgey (1988-1993)                         |
| mars 2008 (réélue en 2014 et en 2020)    | En cours (au 8 juillet 2020) | Mme Michèle Charasse       | DVD          | Chargée d'affaires 5e vice-présidente de la communauté d'agglomération Vichy Communauté chargée des travaux, des voiries communautaires et forestières (depuis 2020) |

## Équipements et services publics

### Enseignement
Nizerolles dépend de l'académie de Clermont-Ferrand. Il n'y existe aucune école.
Hors dérogations à la carte scolaire, les collégiens sont scolarisés au Mayet-de-Montagne et les lycéens au lycée Albert-Londres de Cusset.

### Justice
Nizerolles dépend de la cour administrative d'appel de Lyon, de la cour d'appel de Riom, du tribunal administratif de Clermont-Ferrand, du tribunal de proximité et du conseil de prud'hommes de Vichy et des tribunaux judiciaire et de commerce de Cusset.

## Population et société

### Démographie
Les habitants de la commune sont appelés les Nizerollois et les Nizerolloises.

#### Évolution démographique
L'évolution du nombre d'habitants est connue à travers les recensements de la population effectués dans la commune depuis 1793. Pour les communes de moins de 10 000 habitants, une enquête de recensement portant sur toute la population est réalisée tous les cinq ans, les populations de référence des années intermédiaires étant quant à elles estimées par interpolation ou extrapolation. Pour la commune, le premier recensement exhaustif entrant dans le cadre du nouveau dispositif a été réalisé en 2007.

En 2022, la commune comptait 288 habitants, en évolution de −11,93 % par rapport à 2016 (Allier : −1,38 %, France hors Mayotte : +2,11 %).
| 1793 | 1800 | 1806 | 1821 | 1831 | 1836 | 1841 | 1846 | 1851 |
| ---- | ---- | ---- | ---- | ---- | ---- | ---- | ---- | ---- |
| 545  | 545  | 540  | 685  | 729  | 819  | 851  | 846  | 846  |

| 1856 | 1861 | 1866 | 1872 | 1876 | 1881 | 1886 | 1891 | 1896 |
| ---- | ---- | ---- | ---- | ---- | ---- | ---- | ---- | ---- |
| 822  | 842  | 848  | 873  | 885  | 887  | 886  | 849  | 836  |

| 1901 | 1906 | 1911 | 1921 | 1926 | 1931 | 1936 | 1946 | 1954 |
| ---- | ---- | ---- | ---- | ---- | ---- | ---- | ---- | ---- |
| 801  | 797  | 727  | 687  | 640  | 632  | 646  | 600  | 525  |

| 1962 | 1968 | 1975 | 1982 | 1990 | 1999 | 2006 | 2007 | 2012 |
| ---- | ---- | ---- | ---- | ---- | ---- | ---- | ---- | ---- |
| 421  | 389  | 397  | 320  | 289  | 303  | 327  | 330  | 344  |

| 2017 | 2022 | - | - | - | - | - | - | - |
| ---- | ---- | - | - | - | - | - | - | - |
| 314  | 288  | - | - | - | - | - | - | - |

#### Pyramide des âges
En 2021, le taux de personnes d'un âge inférieur à 30 ans s'élève à 27,6 %, soit en dessous de la moyenne départementale (29,0 %). De même, le taux de personnes d'âge supérieur à 60 ans est de 32,9 % la même année, alors qu'il est de 35,6 % au niveau départemental.
En 2021, la commune comptait 147 hommes pour 148 femmes, soit un taux de 50,17 % de femmes, légèrement inférieur au taux départemental (52,03 %).
Les pyramides des âges de la commune et du département s'établissent comme suit :
| Hommes | Classe d’âge | Femmes |
| ------ | ------------ | ------ |
| 1,3    | 90 ou +      | 0,7    |
| 9,9    | 75-89 ans    | 10,9   |
| 25,3   | 60-74 ans    | 17,8   |
| 24,9   | 45-59 ans    | 27,0   |
| 13,6   | 30-44 ans    | 13,5   |
| 12,4   | 15-29 ans    | 15,1   |
| 12,7   | 0-14 ans     | 15,1   |

| Hommes | Classe d’âge | Femmes |
| ------ | ------------ | ------ |
| 1,2    | 90 ou +      | 3      |
| 10     | 75-89 ans    | 13,4   |
| 21,3   | 60-74 ans    | 22     |
| 20,6   | 45-59 ans    | 19,6   |
| 15,7   | 30-44 ans    | 15     |
| 15,6   | 15-29 ans    | 12,9   |
| 15,7   | 0-14 ans     | 14     |

## Économie

### Revenus de la population et fiscalité
En 2011, le revenu fiscal médian par ménage s'élevait à 21 429 €, ce qui plaçait Nizerolles au 29 796e rang des communes de plus de quarante-neuf ménages en métropole.

### Emploi
En 2020, la population âgée de quinze à soixante-quatre ans s'élevait à 187 personnes, parmi lesquelles on comptait 77,0 % d'actifs dont 67,6 % ayant un emploi et 9,4 % de chômeurs.
On comptait 85 emplois dans la zone d'emploi. Le nombre d'actifs ayant un emploi résidant dans la zone étant de 127, l'indicateur de concentration d'emploi est de 67,1 %, ce qui signifie que la commune offre moins d'un emploi par habitant actif.
91 des 127 personnes âgées de quinze ans ou plus (soit 71,1 %) sont des salariés. 67,6 % des actifs travaillent dans une autre commune du département.

### Entreprises et commerces
Nizerolles est le siège du groupe Nizerolles Systèmes Électroniques (NSE), fondé en 1983 par François Lacoste. Le groupe NSE, qui compte 800 salariés, dont 280 à l'étranger, est spécialisé dans l'intégration et le support services de produits électroniques et mécaniques, principalement en sous-traitance pour les secteurs de l'aéronautique et de la défense. En 2011, NSE a racheté ECT Industries, concepteur de produits électroniques sous sa propre marque. Le groupe est établi, en dehors de Nizerolles, à Abrest, Varennes-sur-Allier, Riom et Clermont-Ferrand, ainsi qu'en Hongrie, au Maroc, au Canada, en Inde et au Brésil.

#### Agriculture
Au recensement agricole de 2010, la commune comptait dix-neuf exploitations agricoles. Ce nombre est en nette diminution par rapport à 2000 (25) et à 1988 (43).
La superficie agricole utilisée sur ces exploitations était de 1 576 hectares en 2010, dont 171 ha sont allouées aux terres labourables et 1 405 ha sont toujours en herbe.

#### Commerce et services
La base permanente des équipements de 2014 recensait une boulangerie.

#### Tourisme
Il n'existait ni hôtel, camping ou hébergement collectif au 1er janvier 2023.

## Culture locale et patrimoine

### Lieux et monuments
Nizerolles ne compte aucun édifice ou objet recensés à l'inventaire national des monuments historiques ou à l'inventaire général du patrimoine culturel.
- L'église Saint-Blaise et de Saint-Barthélemy de Nizerolles, de style roman du XIIe siècle mais ruinée après la Révolution. Une autre est bâtie entre 1836 et 1838, mais détruite « le soir [même] de sa bénédiction[20] ».

### Personnalités liées à la commune
- Jean Mallot (né en 1952), haut fonctionnaire, député de l'Allier et conseiller régional d'Auvergne, est né à Nizerolles.